# Apologia della confessione di Augusta

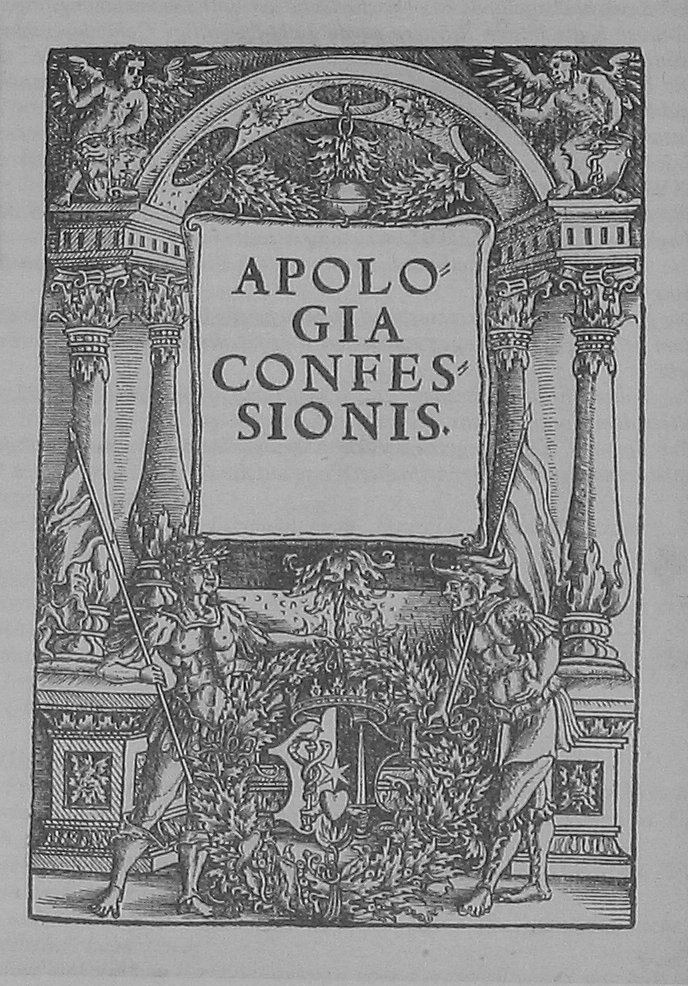
Pagina del titolo Apologia Confessionis (1531)

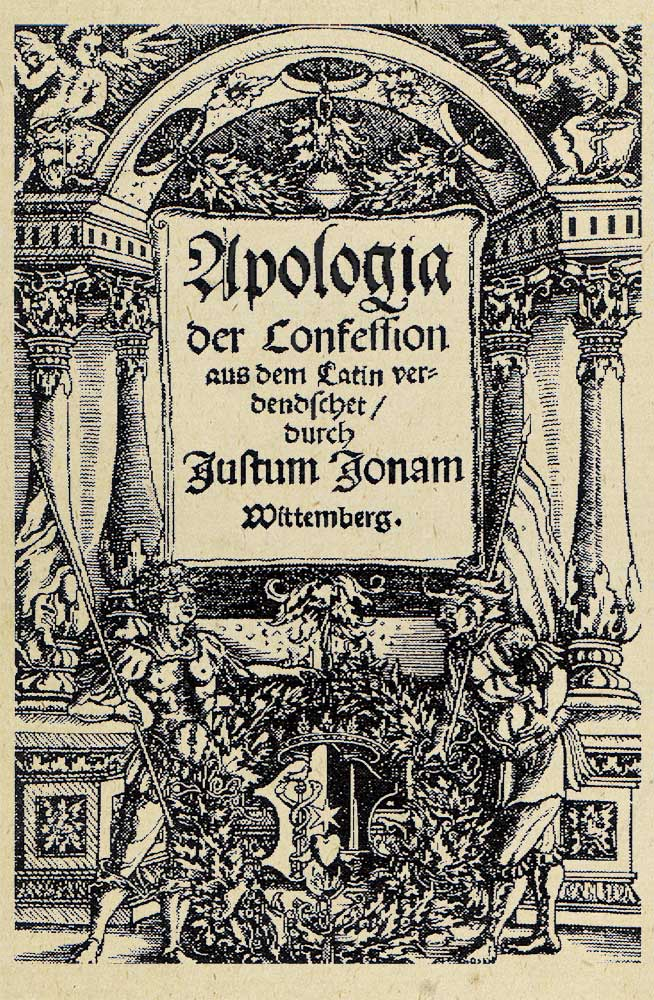
Evidenzia l'Apologia della Confessione di Augusta in tedesco di Justus Jonas il Vecchio

L'Apologia della Confessione di Augusta (Abbreviazione: AC; in latino Apologia Confessionis Augustanae) è stata scritta da Filippo Melantone, sotto l'influenza notevole di Martin Lutero, per la Dieta di Augusta del 1530 come una risposta alla Pontificia Confutazione della Confessione di Augusta, la risposta ufficiale cattolica romana alla Confessione di Augusta luterana del 25 giugno 1530, commissionata da Carlo V. Era destinata ad essere una difesa della Confessione di Augusta e una confutazione della confutazione pontificia. Non fu tuttavia presentata perché rifiutata. La sua prima pubblicazione ebbe luogo a fine aprile 1531.
È stata presentata come una confessione di fede da importanti signori luterani e capi religiosi in occasione della riunione della Lega di Smalcalda nel febbraio 1537, e successivamente inclusa nell'edizione tedesca [1580] e in latino [1584] del Liber Concordiae. Come il più lungo documento nel Libro di Concordia offre la risposta luterana più dettagliata al Cattolicesimo Romano del tempo, così come un'ampia esposizione della dottrina luterana della giustificazione.

## Contenuto
L'Apologia della Confessione ha 28 articoli come la Confessione di Augusta stessa, che sono comunque molto più dettagliati. In particolare gli articoli che trattano la dottrina della giustificazione (art. 4, 12, 20), vengono ampliati in modo significativo; essi costituiscono quasi la metà dell'intera Apologia della Confessione.
L'Apologia della Confessione fu chiamata da Melantone con un certo cinismo disputatio brevis ("breve discussione"), che certamente non è vero con 300 pagine stampate. È possibile chiamarlo piuttosto come "Trattato teologico" oppure "Commentario".
L'Apologia della Confessione non è affatto in contrasto con le argomentazioni presentate nella Confutatio, ma ha sviluppato una dottrina della giustificazione, a differenza di scolastici più giovani come Gabriel Biel, attaccati come i principali nemici. Il tono è estremamente aggressivo, gli avversari sono definiti come empi e fanatici e condannati anche in modo esplicito. La propria posizione è rappresentata spesso come non necessitante di nessuna chiarificazione, con l'insegnamento comprensibile e chiaro.

## Sommario
Le sezioni principali dell'Apologia sono elencati di seguito, insieme con l'articolo della Confessione di Augusta, che Melantone sta difendendo.
1. Concernente Peccato originale—Articolo II
2. Concernente la Giustificazione—Articolo IV
3. Concernente l'amore e l'osservanza della legge
4. Concernente la Chiesa invisibile—Articoli VII e VIII
5. Concernente il Ravvedimento—Articolo XII
6. Concernente la Confessione e Assoluzione
7. Concernente il numero ed uso dei Sacramenti—Articolo XIII
8. Concernente le tradizioni umane nella Chiesa — Articolo XV
9. Concernente l'invocazione dei Santi—Articolo XXI
10. Concernente le due specie nella Eucaristia (Ultima Cena) -- Articolo XXII
11. Concernente il Matrimonio dei Preti—Articolo XXIII
12. Concernente la Messa—Articolo XXIV
13. Concernente il Giuramento Monastico—Articolo XXVII
14. Concernente il potere ecclesiastico — Articolo XXVIII

Egli si riferisce anche ad alcuni degli altri articoli della Confessione di Augusta che non hanno bisogno di una difesa approfondita.
Questi articoli sono: I, III, XVI, XVII, XVIII, XIX, XX.